# Beziehungen zwischen Katar und den Vereinigten Staaten
Die Beziehungen zwischen Katar und den Vereinigten Staaten sind durch eine strategische Partnerschaft geprägt. Katar ist ein militärischer Verbündeter der Vereinigten Staaten und wurde 2022 von Präsident Joe Biden zu einem Major non-NATO ally erhoben. Mit der Al Udeid Air Base befindet sich der wichtigste US-Stützpunkt der United States Air Force in Katar, wo mehr als 10.000 amerikanische Soldaten stationiert sind. Auch wirtschaftlich sind die Beziehungen sehr eng. Um sich gute Beziehungen zur US-amerikanischen politischen Elite zu sichern, betreibt Katar ein Netzwerk von Lobbyisten in Washington, D.C. und hat auch versucht, ehemalige US-Diplomaten zu bestechen.

## Geschichte

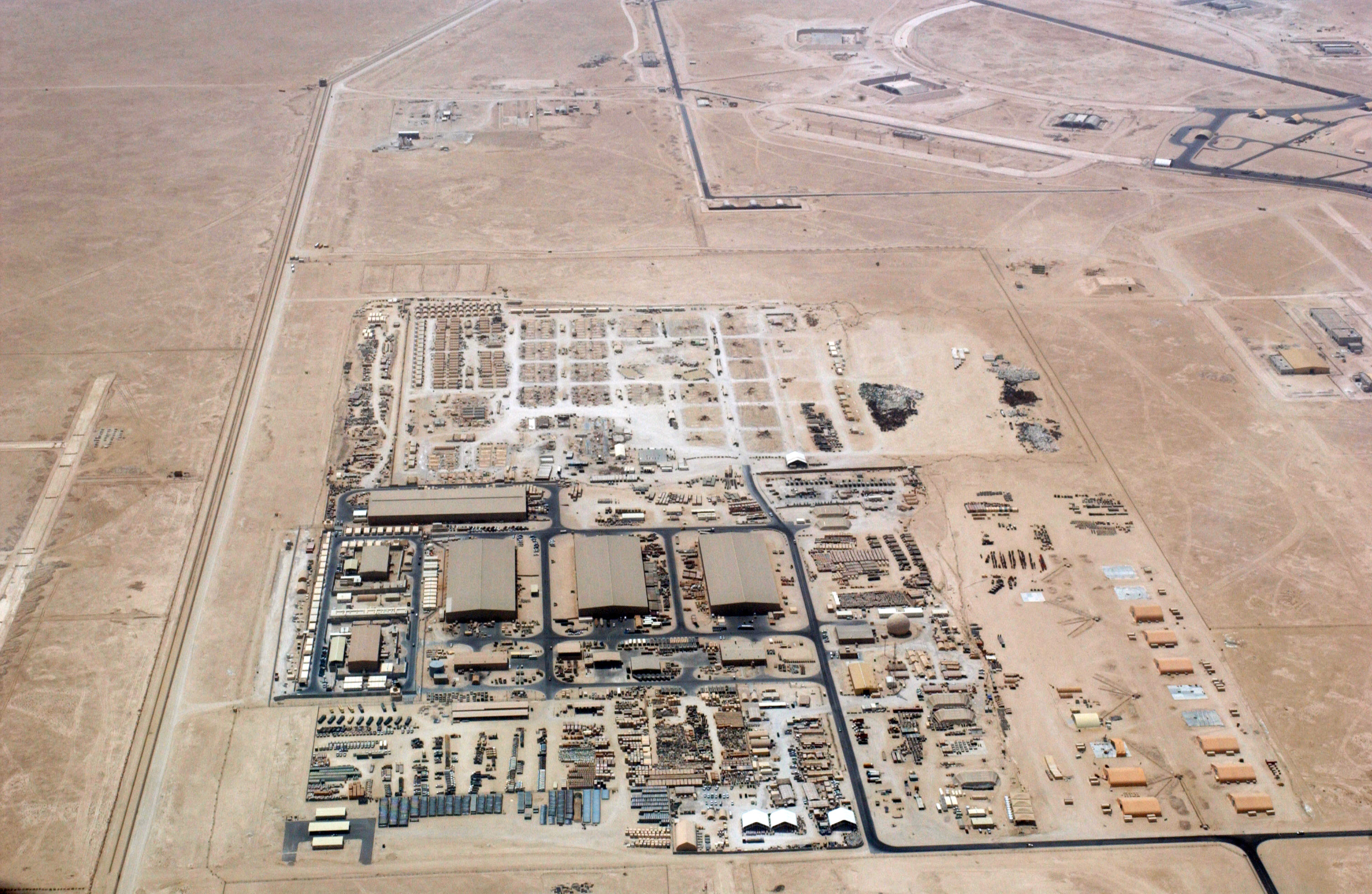
Luftbild der Al Udeid Air Base

Katar wurde 1971 vom Vereinigten Königreich unabhängig. Die Vereinigten Staaten nahmen am 19. März 1972 diplomatische Beziehungen zu Katar auf, als der Diplomat William Stoltzfus mit katarischen Regierungsvertretern zusammentraf und sein Beglaubigungsschreiben einreichte. Seit der Eröffnung der US-Botschaft in Doha im März 1973 haben sich die bilateralen Beziehungen zwischen den beiden Ländern exzellent entwickelt. Nach gemeinsamen Militäroperationen während der Operation Wüstensturm im Jahr 1991 schlossen Katar und die Vereinigten Staaten ein Abkommen über die Zusammenarbeit im Verteidigungsbereich, das in der Folgezeit erweitert wurde. 1996 errichtete Katar den Luftwaffenstützpunkt Al Udeid mit einem Kostenaufwand von über einer Milliarde Dollar. Die USA nutzten den damals geheimen Stützpunkt erstmals Ende September 2001, als die Luftwaffe Flugzeuge für ihre Operationen in Afghanistan in Stellung brachte. 2002 wurde die Existenz des Stützpunktes von den USA offiziell bestätigt. Die Basis spielte eine wichtige Rolle für die Kriegsführung der USA während des Irakkriegs 2003 und auch bei Operationen in Afghanistan und Syrien. Präsident George W. Bush besuchte Katar im Jahr 2003 und sprach zu den dort stationierten Truppen.
Die Streitkräfte Katars wurden maßgeblich mit amerikanischer Hilfe aufgebaut. Im Jahr 2014 verkauften die Vereinigten Staaten Waffen im Wert von 11 Milliarden Dollar an Katar, darunter AH-64-Apache-Angriffshubschrauber sowie MIM-104-Patriot- und Javelin-Abwehrsysteme. Ein neuer Rüstungsdeal wurde im Juni 2017 unterzeichnet, als Katar einen Vertrag über den Kauf von 36 Kampfflugzeugen des Typs F-15QA von den Vereinigten Staaten im Wert von 12 Mrd. US-Dollar abschloss, wobei Boeing der Hauptauftragnehmer war. Am 6. Juni 2017 kam es allerdings zu Verwirrung, als es zu einer unangekündigten Blockade Katars durch Saudi-Arabien und andere Golfstaaten kam, die einer Kriegserklärung glich. US-Präsident Donald Trump schien die Blockade in einer Reihe von Tweets zu unterstützen und brachte sie mit seiner Anti-Terror-Politik in Verbindung, obwohl er selbst Rüstungsverkäufe an Katar in Milliardenhöhe genehmigt hatte. Das U.S. State Department und die US-Streitkräfte blieben dagegen neutral und US-Außenminister Rex Tillerson bemühte sich um Schadensbegrenzung, als er versuchte, zwischen Katar und seinen Nachbarn zu vermitteln. Katar erklärte sich im Juli 2019 in einem neuen Rüstungsdeal bereit, eine laut Trump „enorme Mengen an militärischer Ausrüstung“ zu kaufen, die der US-Rüstungsindustrie Dutzende Milliarden Dollar einbringen würde. Unter US-Vermittlung wurde die Krise schließlich 2021 beendet und die Blockade Katars aufgehoben.

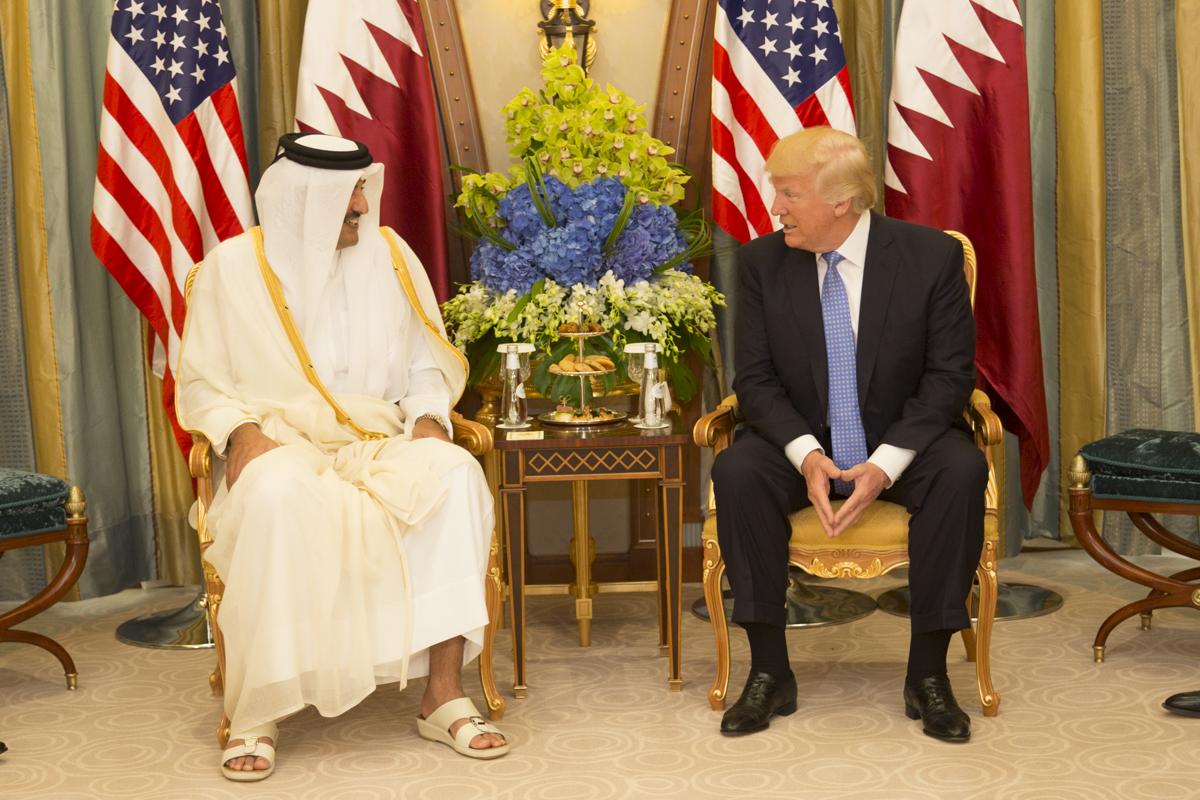
Tamim bin Hamad Al Thani mit Donald Trump (2017)

Katar vermittelte ein Abkommen zwischen den Vereinigten Staaten und dem Iran, das im September 2023 zur Freilassung von fünf Gefangenen in beiden Ländern und der Freigabe von 6 Milliarden US-Dollar an iranischen Geldern führte, die aufgrund von Sanktionen der USA eingefroren worden waren. Am 7. Oktober 2023 eskalierte der Konflikt zwischen Israel und der Hamas nach einem massiven Terrorangriff militanter palästinensischer Organisationen in israelisches Gebiet. Inmitten des Konflikts spielte Katar eine entscheidende Rolle bei der Freilassung von zwei amerikanischen Geiseln der Hamas. Katar unterhält hervorragende Kontakte zur Hamas und das Führungspersonal und der Sitz der Organisation befindet sich in Katar, was dem Land eine große Rolle in den Verhandlungen um die Beilegung des Konflikts zwischen Israel und den Hamas verleiht. Die Vermittlung durch Katar bei der Freilassung der Geisel wurde von US-Präsident Joe Biden gelobt, der sich bedankte. Im Mai 2025 besuchte Donald Trump Katar und nahm eine 400 Millionen teure Boeing 747 als Geschenk an, welche die neue Air Force One werden soll. Bei seinem Besuch wurden verschiedene Geschäfte verkündet, darunter eine Bestellung von 200 Boeing-Flugzeugen durch Qatar Airways.

## Wirtschaftsbeziehungen
Katar und die Vereinigten Staaten unterhalten enge Wirtschafts- und Handelsbeziehungen. Die Warenexporte der USA nach Katar beliefen sich im Jahr 2022 auf 3,7 Milliarden US-Dollar und die Warenimporte der USA aus Katar beliefen sich im selben Jahr auf insgesamt 2,9 Mrd. Dollar. Katar ist ein bedeutender Investor in den USA und hat 45 Milliarden Dollar hier investiert, u. a. in LNG-Projekte im Süden der USA. Im Gegenzug sind US-Erdölunternehmen wie ExxonMobil in Katar tätig.

## Bildungswesen
Über 1.000 katarische Studenten studieren in den Vereinigten Staaten und mehrere bedeutende US-Universitäten haben Zweigstellen in Katars Education-City-Komplex errichtet, darunter die Georgetown University und die Northwestern University.
Im 21. Jahrhundert ist Katar zum größten ausländischen Geber des Bildungswesens in den Vereinigten Staaten geworden. Zwischen 2001 und 2021 spendete Katar 4,7 Milliarden Dollar an eine Vielzahl von akademischen Einrichtungen in den Vereinigten Staaten.